# 横田松房
横田 松房（よこた としふさ）は、江戸時代中期の旗本・火付盗賊改方。官位は従五位下・大和守。

## 略歴
延享元年（1744年）、横田尹松の血をひく使番横田松春の子として誕生。
書院番士から中奥番士、西ノ丸小十人組頭、西ノ丸目付と昇進し、天明4年（1784年）、御手先弓頭、火付盗賊改に就任する。
歴代の火付盗賊改は苛烈な尋問で恐れられたが、松房も中山直守や藤懸永直に匹敵する峻厳な取り調べを行い、人々に恐れられた。横田は横田棒と呼ばれる拷問道具を発案し、拷問に使用した。横田棒は石抱と併用して使われ、正座して石を抱く囚人の折り曲げた脚の合間に挿入された。正座した膝の上に嵩む石と、脚の合間の棒に挟まれた脚の骨を砕き、皮膚を破いて流血させ、塗炭の苦しみを与えて自白を促す目的で使用されたが、負担に耐え切れずに囚人が死亡すること枚挙に暇が無く、あまりに死者が出すぎたため、横田棒の使用は遂に禁止された。毎年夏になると、拷問所を兼ねた横田の屋敷からは異臭が湧出し、近所の旗本達は皆屋敷変えを要望したという。
天明5年（1785年）に作事奉行に昇進し、併せて大和守に叙任された。しかし火付盗賊改の頃同様、矯激な素行が多かったため、天明7年（1787年）に新番頭に左遷された。
寛政12年（1800年）、死去。